# Alpha Magnetic Spectrometer
L'Alpha Magnetic Spectrometer (AMS, Espectròmetre Alfa Magnètic) és un experiment de física de partícules que anirà instal·lat a l'Estació Espacial Internacional (ISS) dissenyat per a la recerca de diferents tipus de matèria poc habitual per mitjà de l'anàlisi dels raigs còsmics. S'espera que els experiments que s'hi portaran a terme ajudin els investigadors a estudiar la formació de l'univers i en la recerca de l'evidència de l'existència de la matèria fosca i l'antimatèria. No hi ha la certesa que arribi a ser llençat a l'espai atès que encara no és prevista la seva incorporació a cap dels vols dels transbordadors espacials que resten. És previst que l'assemblat es completi a Ginebra i sigui entregat al Centre espacial John F. Kennedy al llarg del 2008.